# Canadian Military Pattern Truck
Der Begriff Canadian Military Pattern Truck steht für eine Fahrzeugklasse, die für die britischen und Commonwealth-Streitkräfte von amerikanischen Automobilkonzernen in deren kanadischen Fertigungsstätten von 1938 bis zum Ende des Zweiten Weltkriegs gefertigt wurde. Hierbei waren die Unternehmen Chevrolet in Oshawa, General Motors, Chrysler und Ford Canada.

## Hintergrund
Schon bald der Machtergreifung der Nationalsozialisten 1933 begann im Deutschen Reich die von der Reichswehr bereits lange vorbereitete Wiederaufrüstung. Hierbei war schnell zu erkennen, dass ein künftiger Krieg ein technisch hochgerüsteter Konflikt unter Einsatz vieler Kraftfahrzeuge aller Art werden würde.
Das für die Rüstung zuständige britische War Office beschäftigte sich deshalb ab Mitte der 1930er Jahre mit der Frage, welche industriellen Kapazitäten verfügbar waren und welche in den zum Commonwealth gehörenden Staaten verfügbar gemacht werden könnten. Aufgrund der vorhandenen Automobilindustrie in Kanada und der Waffenbrüderschaft im Ersten Weltkrieg suchte das War Office den Kontakt zur kanadischen Industrie und den dortigen Streitkräften.  

## Begriff
Ein Aspekt war, dass man davon ausging, dass auch in einem künftigen Krieg die kanadischen Landstreitkräfte eng mit den britischen Streitkräften zusammenarbeiten würden. Kanada lag außerhalb der Reichweite deutscher Bomber. Man strebte seitens des War Office deshalb eine Standardisierung von Ausrüstung und insbesondere bei Fahrzeugen an, die künftig nach britischen Vorgaben in Übersee gefertigt werden sollten.
Die Canadian Military Pattern (CMP) Trucks wurden in großer Zahl in Kanada während des Zweiten Weltkriegs nach britischen Armeespezifikationen für den Einsatz in den Armeen der britischen Commonwealth und dessen Verbündeter hergestellt. Die Planung für diese Fahrzeuge wurde kurz vor dem Beginn des Krieges ausgearbeitet.
Wichtigster logistischer Aspekt und kriegswichtiger Vorteil der Fahrzeugklasse war, dass eine große Vereinheitlichung der lokal verfügbaren Baugruppen zwischen den kanadischen Herstellern erfolgte und keineswegs einfach ein Nachbau verschiedener britischer Fahrzeuge erfolgte. Dies begründete den Begriff des Canadian Military Pattern und ist gut aus der Gegenüberstellung der Fahrzeuge der Hersteller erkennbar.

## CMP-Fahrzeuge
- Ford
  - Ford F8 4×2 (8 cwt)
  - Ford F15 4×2 (15 cwt)
  - Ford F15A 4×4 (15 cwt)
  - Ford F30 4×4 (30 cwt)
  - Ford F60L 4×4 (3 ton)
  - Ford F60T (3t-Schlepper)
  - Ford F60H 6×4 (3 ton)
  - Ford FGT 4×4 (Field Artillery Tractor)

- Chevrolet
  - Chevrolet C8 4×2 (8 cwt)
  - Chevrolet C8A 4×4 (8 cwt)
  - Chevrolet C15 4×2 (15 cwt)
  - Chevrolet C15A 4×4 (15 cwt)
  - Chevrolet C15A Armoured Truck 4×4 (15 cwt)
  - Chevrolet C30 4×4 (30 cwt)
  - Chevrolet C60S 4×4 (3 ton)
  - Chevrolet C60L 4×4 (3 ton)
  - Chevrolet C60X 6×6 (3 ton)
  - Chevrolet CGT 4×4 (Field Artillery Tractor)

- Chrysler
  - Dodge D8A 4×4 (8 cwt)
  - Dodge D15 4×2 (15 cwt)
  - Dodge D60S 4×2 (60 cwt)
  - Dodge D60S/DD 4×2 (60 cwt)
  - Dodge D60L 4×2 (60 cwt)
  - Dodge D60L/D 4×2 (60 cwt)
  - Dodge D60L/DD 4×2 (60 cwt)

## Produktion

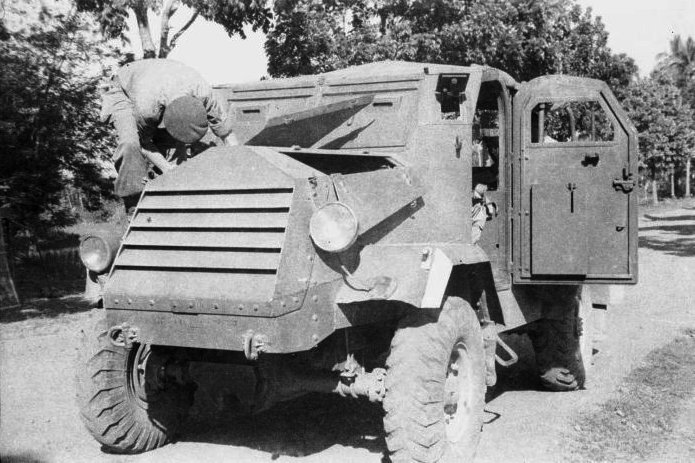
Holländischer gepanzerter CMP Truck (GM C15TA)

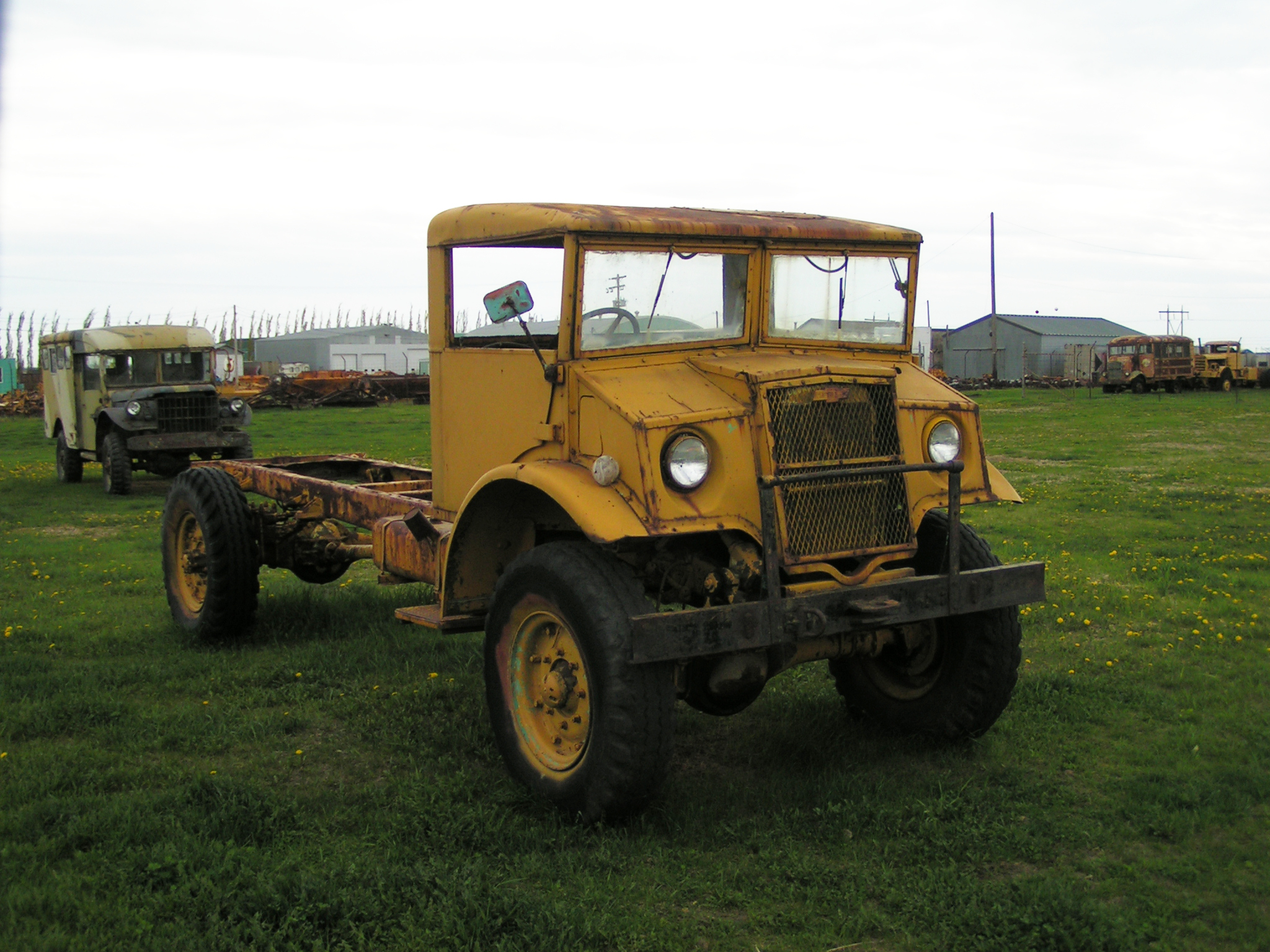
Chevrolet CMP-Chassis mit Kabine No. 13

Etwas mehr als 500.000 CMP-Lastwagen, also rund zwei Drittel der 815.729 Militärfahrzeuge, wurden im Zweiten Weltkrieg in Kanada hergestellt. Die am weitesten verbreitete Art war der 3-Tonnen-LKW 4×4 mit etwas mehr als 209.000 Fahrzeugen. Darüber hinaus erstellte man rund 9500 CMP-Chassis 4×4, die hauptsächlich zum Bau gepanzerter Fahrzeuge verwendet wurden. Die CMP-LKW-Produktion in Kanada überschritt die gesamte militärische LKW-Produktion des Deutschen Reichs im Zweiten Weltkrieg. Die britische Geschichtsschreibung des Zweiten Weltkrieges erkennt die Produktion von Transportfahrzeugen, einschließlich der LKW-Klasse CMP, als Kanadas wichtigsten Beitrag zum Sieg der Alliierten an.
Die meisten CMP-Lastwagen wurden von der Chevrolet-Abteilung von General Motors of Canada Ltd und von der Ford Motor Company of Canada hergestellt. Die Fahrzeughersteller konnten schnell ihre Produktion wegen eines ungewöhnlichen Grades an überbetrieblicher Zusammenarbeit in Kanada, des Einsatzes von austauschbaren Teilen und wegen der großen Menge an ungenutzte Produktionskapazitäten hochfahren. Diese waren wegen der vorherigen Großen Depression nicht ausgelastet. Eine kleinere Anzahl von CMP-Lastwagen wurden von mit den in Kanada gebauten Chassis in Großbritannien, Australien, Neuseeland, Südafrika (2600), Indien (9500) und Ägypten zusammengebaut. Nach britischer Konvention waren die CMP-LKW Rechtslenker, obwohl die meisten von ihnen in Kanada gebaut wurden, wo Linkslenker-Fahrzeuge üblich sind. Die CMP-Spezifikation erwies sich als vielseitig und bildete die Grundlage für eine Vielzahl von unterschiedlichen Fahrzeugtypen und gepanzerten Fahrzeugen. 

## Einsatz
CMP-Lastwagen schickte man nach dem deutschen Angriff auf die Sowjetunion an das Land und als Teil der Mutual-Aid-Programme an die Westalliierten. Während des Zweiten Weltkrieges wurden die CMP-Lastwagen rund um die Welt eingesetzt: in Nordafrika, bei der Invasion der Alliierten in Sizilien, an der sowjetischen Front, im Burma-Krieg, in der Schlacht um die Philippinen (1941–1942), bei der Befreiung von Nordwesteuropa und bei der westlichen Invasion der Alliierten in Deutschland. CMP-LKW wurden auch in der Nachkriegszeit bei Konflikten in Indonesien, Französisch-Indochina und den portugiesischen Kolonien in Afrika eingesetzt.
Neu hergestellte oder modifizierte CMP-Lastwagen aus der Kriegs-Überschussproduktion wurden nach 1945 in mehreren europäischen Armeen verwendet (z. B. in den Niederlanden, Belgien, Dänemark, Norwegen, Portugal, Spanien), wie auch in der ganzen Welt (z. B. Südafrika, Argentinien, Jordanien, Südvietnam, Malaya). CMP-Lastwagen wurden nach dem Krieg für eine Vielzahl ziviler Einsatzbereiche einschließlich der Forstwirtschaft, Transport von Getreide oder zu Feuerwehrfahrzeugen und Schneepflügen umgebaut. In Malaysia wurden nach dem malaiischen Unabhängigkeitskrieg viele CMP-LKW zu Transportern oder Off-Road-LKW für Baustellen im Urwald mit verbessertem Bremssystem und leistungsstärkeren Motoren umgebaut.
Benzinbetrieben, 6V Bordspannung, Aufbau Kabine mit Brücke.
Bezeichnung in der Schweizer Armee = Lastw gl 2t 4x4.
Ein solcher Lastwagen befindet sich heute im Zuger Depot Technikgeschichte.
Im australischen Service wurden diese Fahrzeuge mit der Bezeichnung als „Chev Blitz“ oder „Ford Blitz“ bekannt.

## In Kanada gebaute Typen

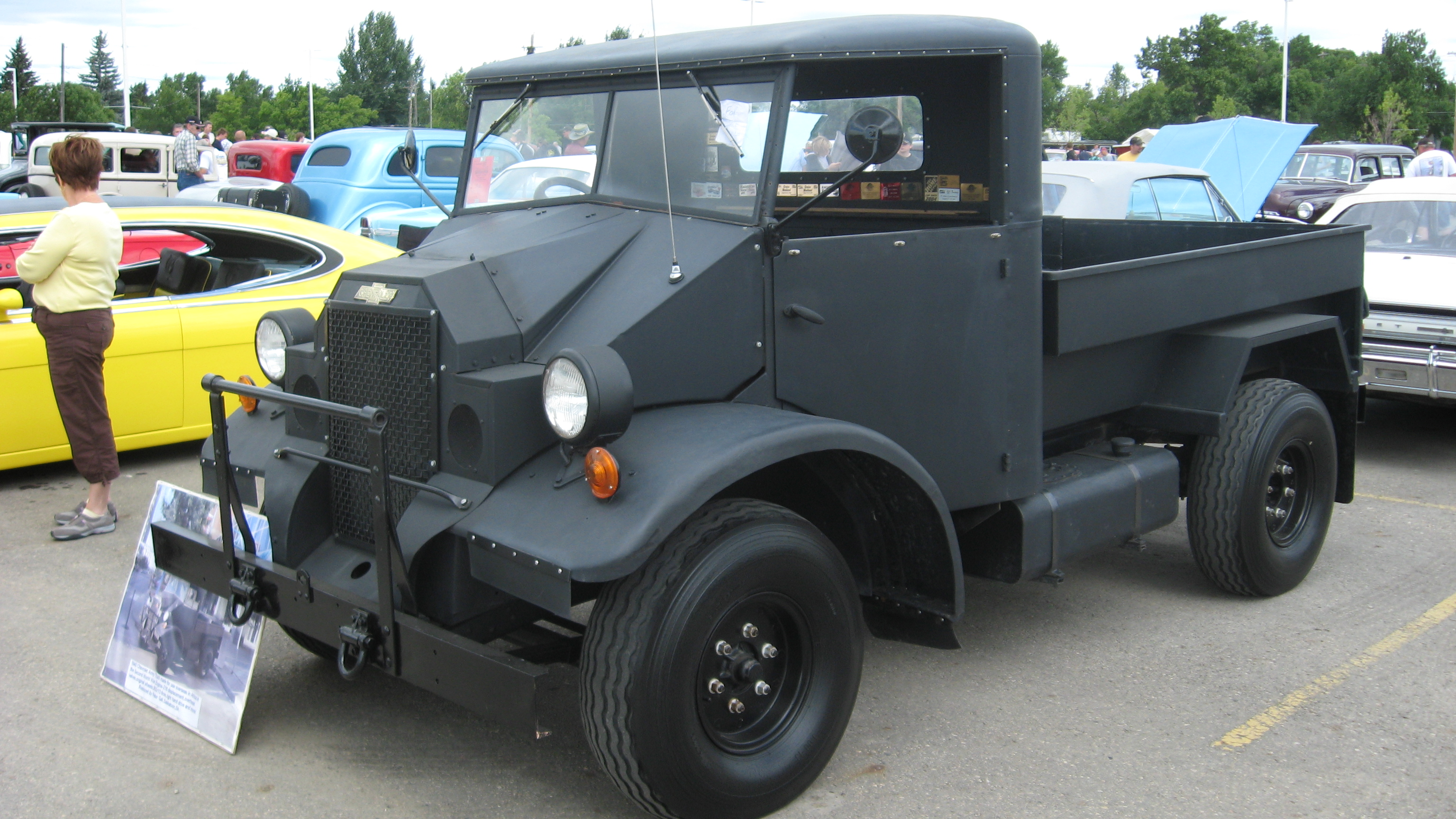
Chevrolet C8 CMP Truck mit Type-11-Kabine

Die von Ford gebauten CMP-Lastwagen hatten einen 95 PS (70,8 kW) starken V8-Motor mit 239 Kubikzoll (3,9 Liter) Hubraum, während in den meisten der von Chevrolet gebauten CMP-Lastwagen ein OHV-Motor mit 216 Kubikzoll (3,5 l) und 85 PS (63,4 kW) zum Einsatz kam. Ein US-amerikanischer GMC-Motor mit 270 Kubikzoll (4,4 l) wurde für die Motorisierung der 3-Tonnen-LKW C60X verwendet.

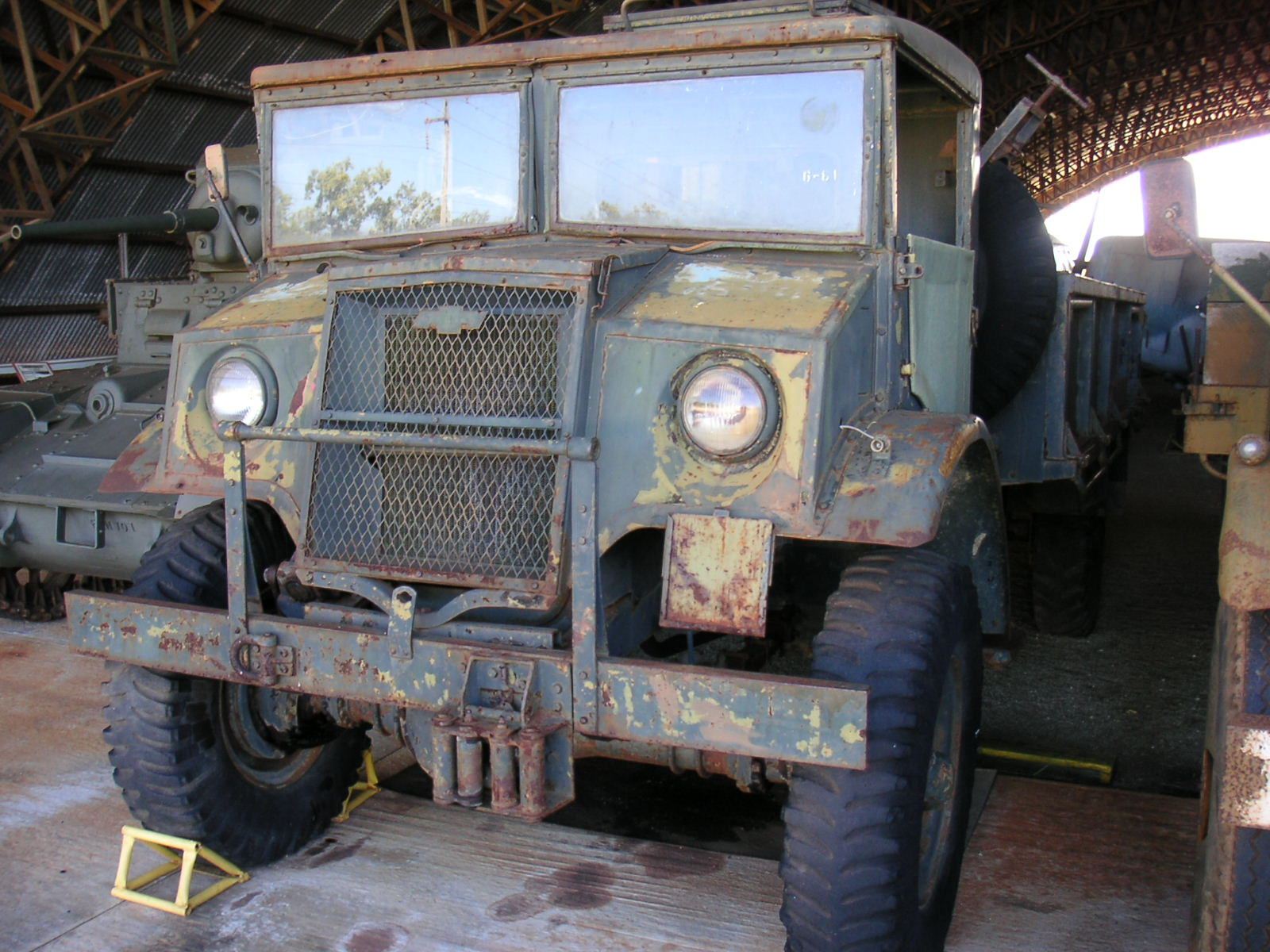
Chevrolet 15cwt Beck Collection

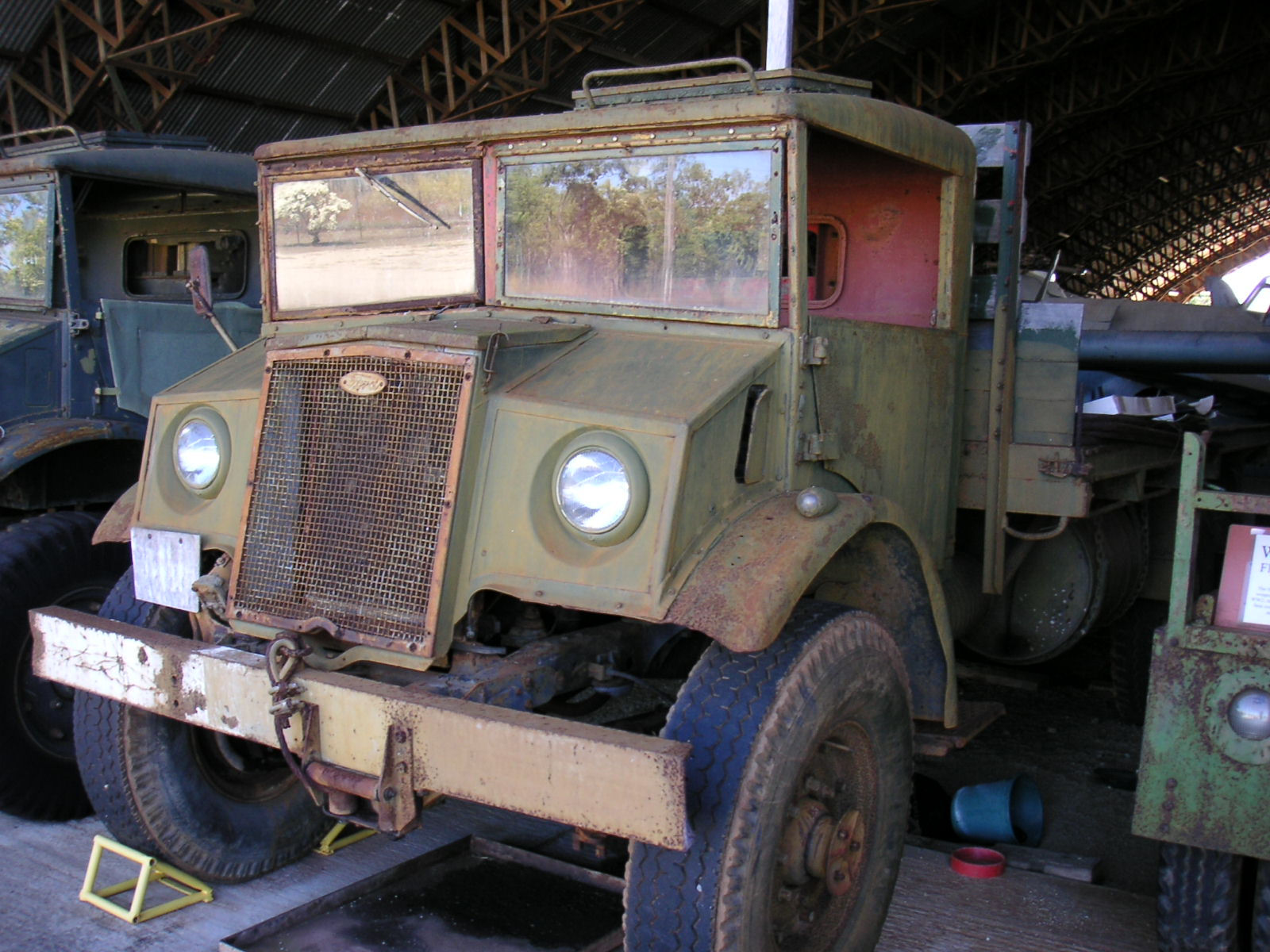
Ford 15cwt Beck Collection

Die Ford- und Chevrolet-Lastwagen teilten sich ein Standard-Führerhausdesign, das sich im Laufe der Produktionsjahre entwickelte. Die ersten (entworfen bei Ford von Sid Swallow), zweiten und dritten Kabinenentwürfe wurden Nummer 11, 12 bzw. 13 genannt. Die beiden ersten ähnelten einander, der Hauptunterschied war ein zweiteiliger Kühlergrill bei der Kabine Nummer 12 (wo der obere Teil, mit einer offenen Motorhaube, als „Alligator Cab“ bekannt wurde). Die letzte Nummer, die Kabine Nummer 13, war ein rein kanadischer Entwurf, der von Ende 1941 bis zum Ende des Krieges produziert wurde. Diese hatte die beiden flachen Scheiben der Windschutzscheibe leicht nach unten abgewinkelt, um Blendung durch die Sonne zu minimieren und starke Reflexionen zu vermeiden, die für Flugzeuge bemerkbar gewesen wären. Alle CMP-Kabinendesigns hatten eine kurze, „cab forward“ genannte Konfiguration, die den CMP-LKW ihr unverwechselbares knollennasiges Profil gab. Dieser Entwurf wurde erforderlich, um den ursprünglichen britischen Spezifikationen für eine kompaktes LKW-Design gerecht zu werden, wonach die LKW effizient mit dem Schiff zu transportieren sein mussten. Die Spezifikationen verlangten auch Rechtslenker. Das Innere der Kabine musste die vergleichsweise großen nordamerikanischen Motoren aufnehmen. Die Standard-Kabinen wurden dann mit einer Vielzahl von Standard-Chassis, Antriebssträngen und Karosserie-Designs abgestimmt. Die von Chevrolet gebauten Fahrzeuge konnten durch ihren Kühlergrill mit Diamantmuster erkannt werden, während die von Ford gebauten einen Kühlergrill mit quadratischen Maschen hatte.

## Produktion außerhalb Kanadas

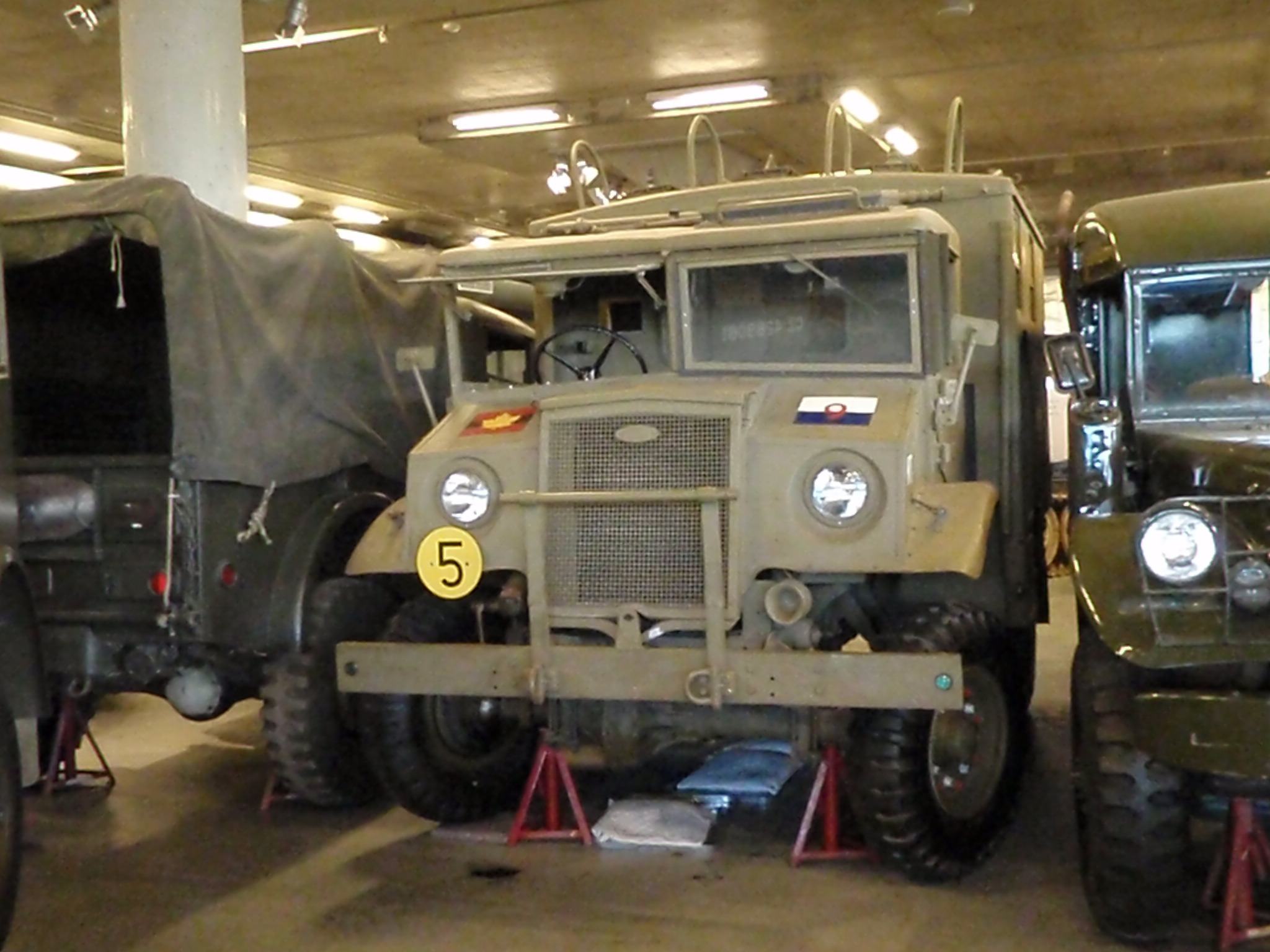
Ford CMP

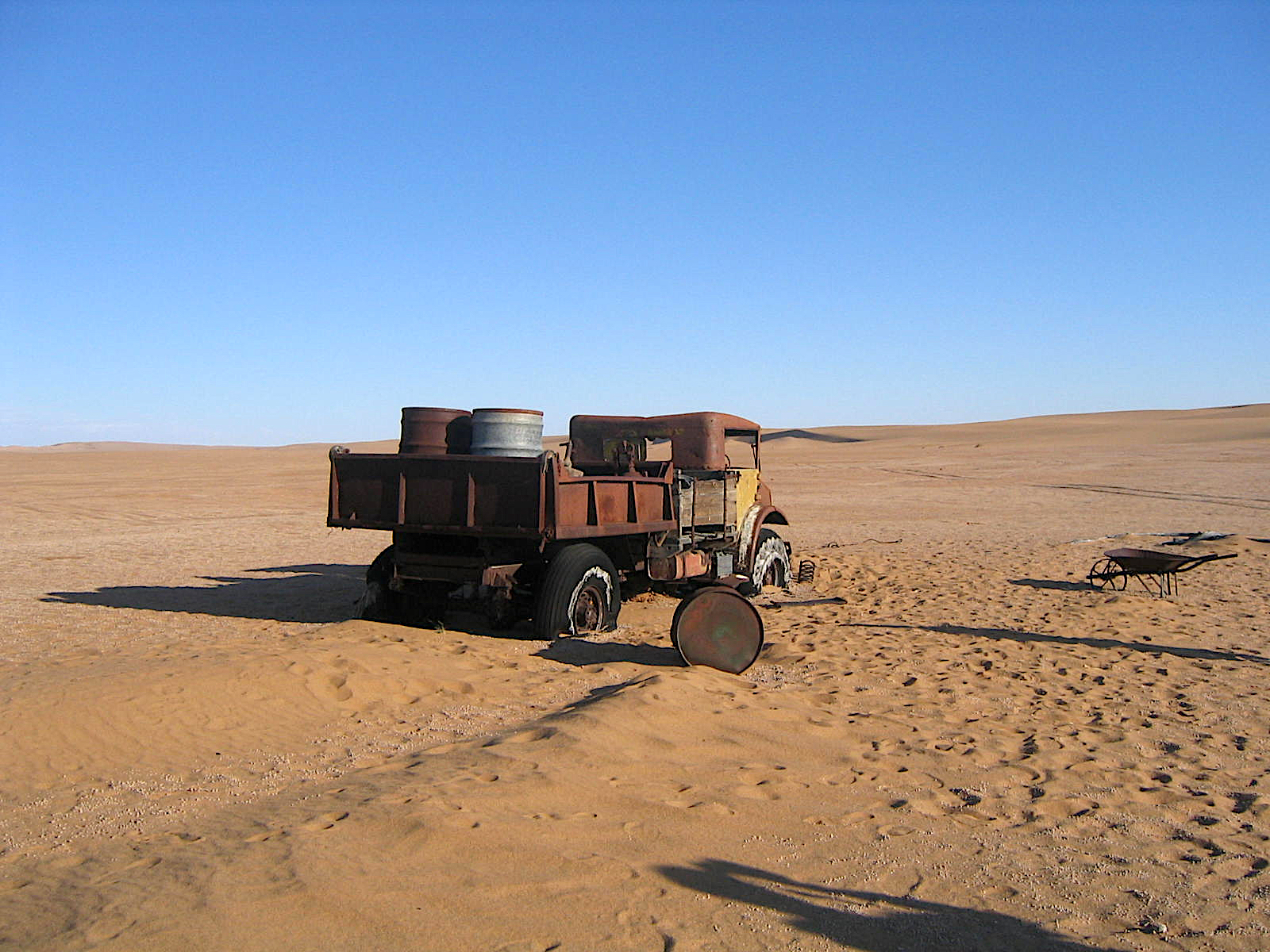
Verlassener Ford Canada in der Namib-Wüste

Um den dringenden Bedarf für Militärfahrzeuge im Zweiten Weltkrieg zu decken, entwickelten mehrere Commonwealth-Ländern leichte Panzerfahrzeuge auf der Basis von CMP-Chassis, die in Kanada hergestellt wurden.
- Ruskin Motor Bodies Pty Ltd und Ford Motor Company of Australia Rover leichter Panzerwagen  (4×4, Radstände 134,25 Zoll und 158,25 Zoll) – gebaut auf Ford 3-Tonnen-CMP-Chassis
- General Motors Holden Ltd Rhino schwerer Panzerwagen  (4×4, 101 Zoll Radstand) – nur als Prototyp
- General Motors Holden Ltd 6x6 schwere Panzerwagen  (6×6, 158 Zoll Radstand)
- Indian Railways Panzerträger, indisches Muster (ACV-IP) (4×4, 101 Zoll Radstand) – am häufigsten verwendet auf CMP-Chassis
- South African Reconnaissance Car, auch Marmon-Herrington Armoured Car genannt (4×4, verschiedene Radstände)
- Beaverette NZ, die neuseeländische Version des britischen Panzerwagens Standard Beaverette
- C8AX „Puddlejumper“ (4×4, 101 Zoll Radstand, 8 cwt), Variante in Neuseeland erstellt basierend auf dem C8A-Chassis